# Germersheim
Germersheim (palat. Germersche) – miasto powiatowe w Niemczech, w południowo-wschodniej części kraju związkowego Nadrenia-Palatynat, siedziba powiatu Germersheim.

## Położenie
Miasto leży nad rzeką Ren. Sąsiaduje z następującymi gminami: Lingenfeld, Bellheim i Rülzheim w Nadrenii-Palatynacie oraz miastem Philippsburg w Badenii-Wirtembergii.

## Historia

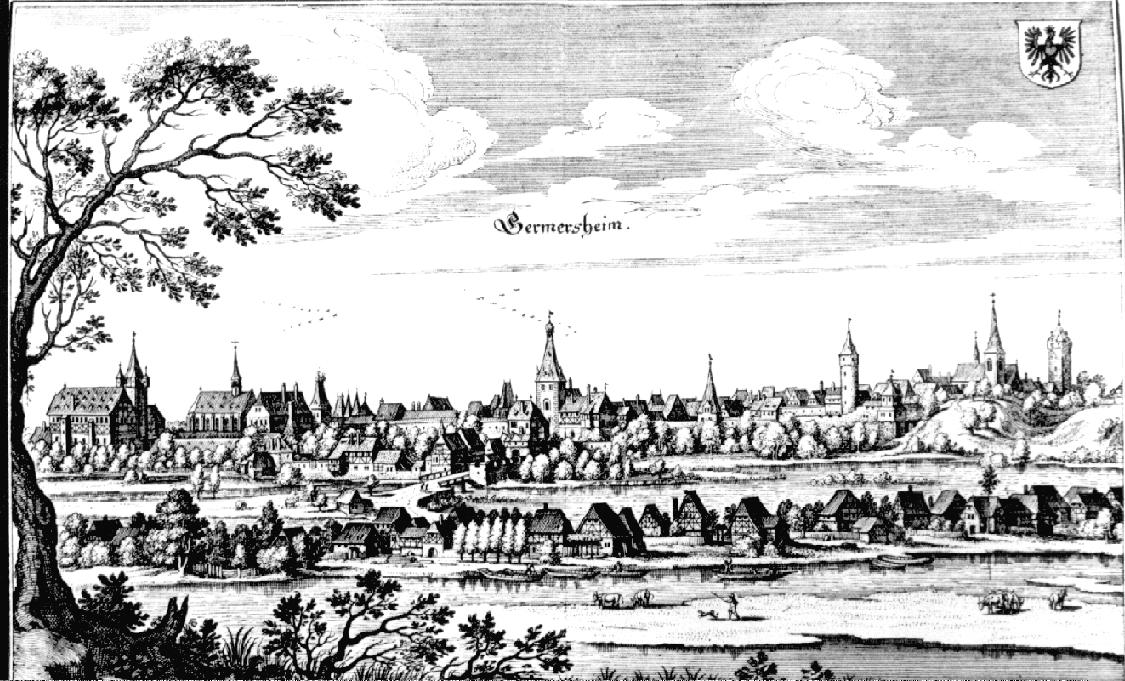
Historyczne zdjęcie miasta

Miasto powstało za czasów republiki rzymskiej, pierwsza wzmianka o osadzie znajdującej się na tym terenie pochodzi z okresu panowania Gajusza Juliusza Cesara. Po raz pierwszy nazwę Germersheim znajdujemy w dokumentach z 1090 roku. W 1276 roku król niemiecki Rudolf I Habsburg nadał osadzie prawa miejskie. Niecałe 50 lat później cesarz rzymski Ludwik IV Bawarski włączył miasto do Palatynatu. Miasto zostało zniszczone w wyniku działań wojny trzydziestoletniej, w tym samym okresie liczba ludności spadła z powodu epidemii dżumy. W 1793 miasto stało się częścią Francji, ponownie znalazło się w granicach niemieckich w 1813 roku gdy przeszło w ręce króla Bawarii.

## Ludność
Na przestrzeni ostatniego wieku liczba mieszkańców przedstawiała się następująco:
- 1925 – 3308
- 1939 – 5858
- 1994 – 15 876
- 2000 – 20 134
- 2005 – 21 534
- 2008 – 20 874

## Władze miasta
Rada miasta liczy 36 osób w wyborach 2009 roku rozkład mandatów przedstawiał się następująco:
- CDU – 16
- SPD – 5
- FVG – 5
- FDP – 3
- Zieloni – 3
- REP – 2

Burmistrzem miasta jest Marcus Schaile (CDU).

## Gospodarka

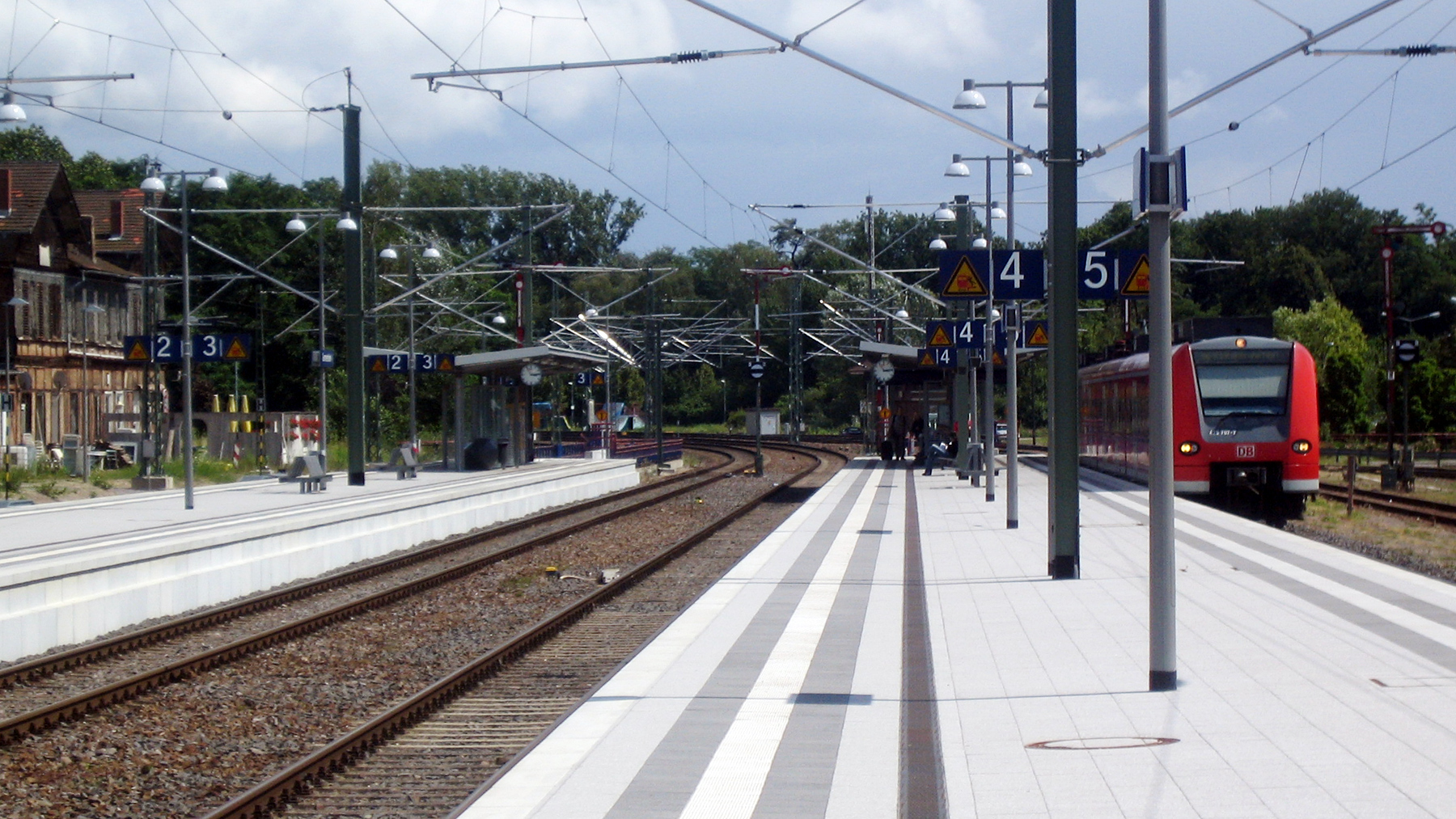
Stacja kolejowa Germersheim

W mieście działają fabryki produkcji opakowań szklanych, części samochodowych oraz kosmetyków. W mieście znajduje się siedziba władz powiatu Germersheim, sądu, Urzędu Finansowego, Urzędu Pracy oraz Urzędu Celnego. W mieście swoją siedzibę ma filia Uniwersytetu Johannesa Gutenberga.

## Transport
Przez miasto przebiegają: droga krajowa B9 łącząca granicę holendersko-niemiecką z granicą niemiecko-francuską, oraz droga krajowa B35 łącząca Germersheim z Badenią-Wirtembergią. Miasto posiada stację kolejową, która leży na szlaku łączącym Schifferstadt i Wörth am Rhein; Bruchsal i Landau in der Pfalz oraz Mannheim i Karlsruhe.

## Atrakcje turystyczne

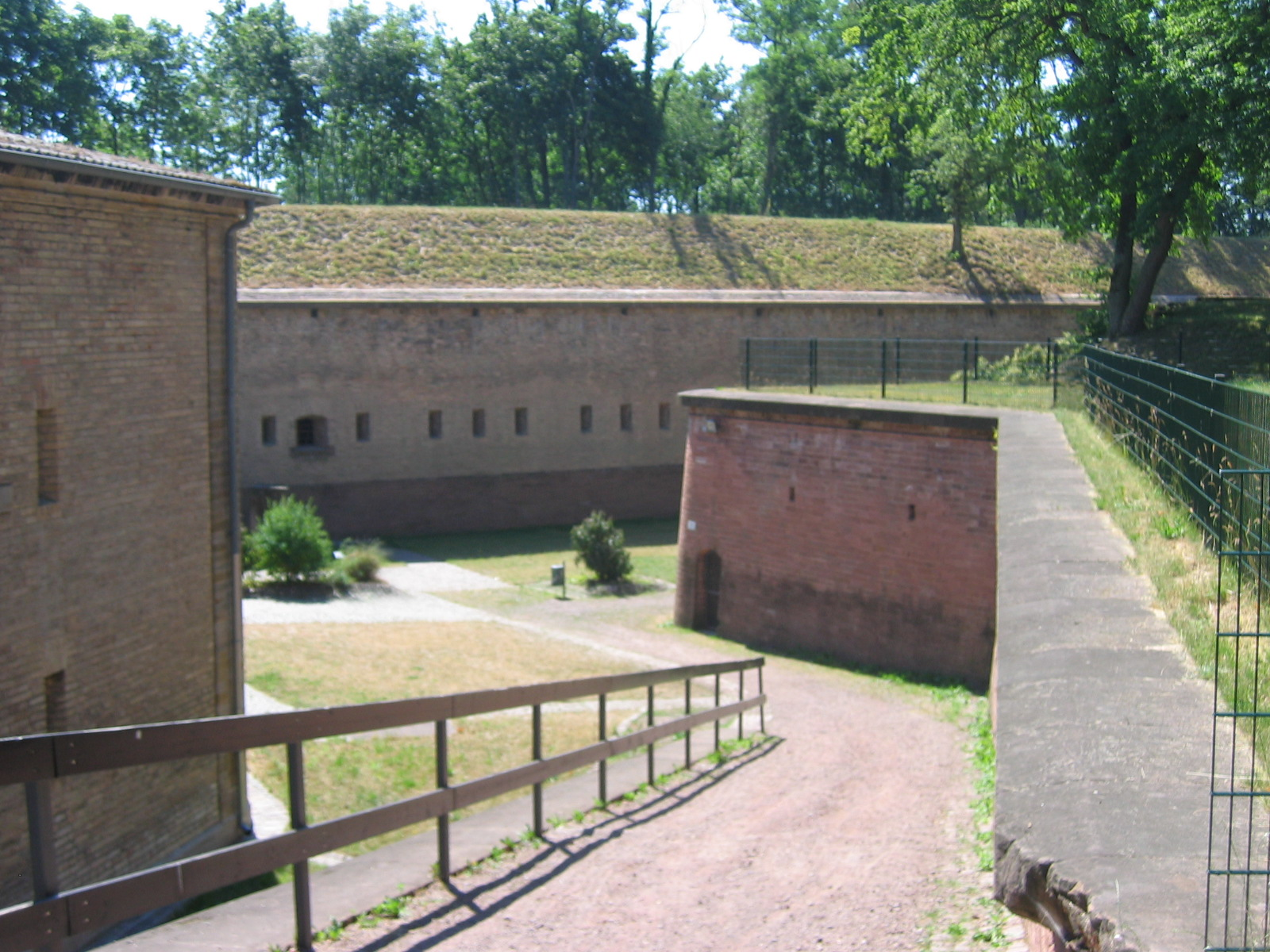
Twierdza Germersheim

- Muzeum Dróg Deutsches Straßenmuseum
- Twierdza Germersheim Festung Germersheim – twierdza obronna z XVII wieku
- kościół św. Jakuba z XIII wieku (St. Jakobus)